# Saint Privat en Périgord
Pour les articles homonymes, voir Saint-Privat.
Saint Privat en Périgord est une commune française située dans le département de la Dordogne, en région Nouvelle-Aquitaine. Elle a été créée le 1er janvier 2017 sous le statut de commune nouvelle et regroupe les anciennes communes de Festalemps, Saint-Antoine-Cumond et Saint-Privat-des-Prés.

## Géographie

### Généralités
La commune nouvelle regroupe les communes de Festalemps, Saint-Antoine-Cumond et Saint-Privat-des-Prés, qui deviennent des communes déléguées le 1er janvier 2017. Son chef-lieu se situe à Saint-Privat-des-Prés.

### Communes limitrophes
Saint Privat en Périgord est limitrophe de neuf autres communes dont trois dans le département de la Charente.
| Laprade (Charente), Aubeterre-sur-Dronne (Charente) | Petit-Bersac              | Chassaignes          |
| Bonnes (Charente)                                   | Saint Privat en Périgord  | Vanxains             |
| Saint Aulaye-Puymangou                              | Saint-Vincent-Jalmoutiers | La Jemaye-Ponteyraud |

### Géologie et relief

#### Géologie
Situé sur la plaque nord du Bassin aquitain et bordé à son extrémité nord-est par une frange du Massif central, le département de la Dordogne présente une grande diversité géologique. Les terrains sont disposés en profondeur en strates régulières, témoins d'une sédimentation sur cette ancienne plate-forme marine. Le département peut ainsi être découpé sur le plan géologique en quatre gradins différenciés selon leur âge géologique. Saint Privat en Périgord est située dans le troisième gradin à partir du nord-est, un plateau formé de calcaires hétérogènes du Crétacé.
Les couches affleurantes sur le territoire communal sont constituées de formations superficielles du Quaternaire et de roches sédimentaires datant pour certaines du Cénozoïque, et pour d'autres du Mésozoïque. La formation la plus ancienne, notée c5c, date du Campanien 3, une alternance de marnes à glauconie et de calcaires crayo-marneux jaunâtres. La formation la plus récente, notée CFp, fait partie des formations superficielles de type colluvions indifférenciées de versant, de vallon et plateaux issues d'alluvions, molasses, altérites. Le descriptif de ces couches est détaillé dans  la feuille « no 757 - Ribérac » de la carte géologique au 1/50 000 de la France métropolitaine, et sa notice associée.

Carte géologique de Saint Privat en Périgord.

#### Relief et paysages
Le département de la Dordogne se présente comme un vaste plateau incliné du nord-est (491 m, à la forêt de Vieillecour dans le Nontronnais, à Saint-Pierre-de-Frugie) au sud-ouest (2 m à Lamothe-Montravel). L'altitude du territoire communal varie quant à elle entre 35 mètres et 137 mètres.
Dans le cadre de la Convention européenne du paysage entrée en vigueur en France le 1er juillet 2006, renforcée par la loi du 8 août 2016 pour la reconquête de la biodiversité, de la nature et des paysages, un atlas des paysages de la Dordogne a été élaboré sous maîtrise d’ouvrage de l’État et publié en octobre 2020. Les paysages du département s'organisent en huit unités paysagères,. La commune est dans le Ribéracois, une région naturelle possédant un relief vallonné avec des altitudes moyennes comprises autour des 130-160 m, sculpté par la Dronne et ses nombreux affluents. Les paysages sont ondulés de grandes cultures dont les vastes horizons contrastent avec les paysages plus cloisonnés de la Dordogne,.
La superficie cadastrale de la commune publiée par l'Insee, qui sert de référence dans toutes les statistiques, est de 44,04 km2,.

### Hydrographie

#### Réseau hydrographique
La commune est située dans le bassin de la Dordogne au sein du Bassin Adour-Garonne. Elle est drainée par la Dronne, la Rizonne, le ruisseau de Muret, le ruisseau de Font Clarou, le ruisseau de Pontet, la Bauronne et divers petits cours d'eau, qui constituent un réseau hydrographique de 30 km de longueur totale,,,.
La Dronne, d'une longueur totale de 200,56 km, prend sa source dans la Haute-Vienne dans la commune de Bussière-Galant et se jette en rive droite de l'Isle — dont elle est le principal affluent — à Coutras en Gironde, au lieu-dit la Fourchée, face à la commune de Sablons,. Elle borde la commune sur près de trois kilomètres au nord et au nord-ouest, en deux tronçons, face à Laprade et Aubeterre-sur-Dronne.
La Rizonne, d'une longueur totale de 26,73 km, prend sa source dans la commune de Saint-Vincent-de-Connezac et se jette dans la Dronne en rive gauche en limite de Saint Aulaye-Puymangou et de Bonnes, un kilomètre et demi au nord du centre bourg de Saint-Aulaye,. Elle borde le territoire communal au sud sur huit kilomètres et demi dont sept kilomètres et demi servent de limite naturelle face à La Jemaye-Ponteyraud, Saint-Vincent-Jalmoutiers et Saint Aulaye-Puymangou.
Autre affluent de rive gauche de la Dronne, le ruisseau de Muret arrose la commune du nord-est au nord sur quatre kilomètres, dont 500 mètres en limite de Chassaignes.
Deux affluents de rive droite de la Rizonne, le ruisseau de Font Clarou et le ruisseau du Pontet, prennent leur source dans l'est de la commune qu’ils traversent du nord vers le sud sur respectivement, plus de deux kilomètres et demi et plus de trois kilomètres.
Affluent de rive gauche de la Rizonne, la Bauronne sert de limite communale sur plus de 200 mètres dans le sud-est, face à Saint-Vincent-Jalmoutiers.

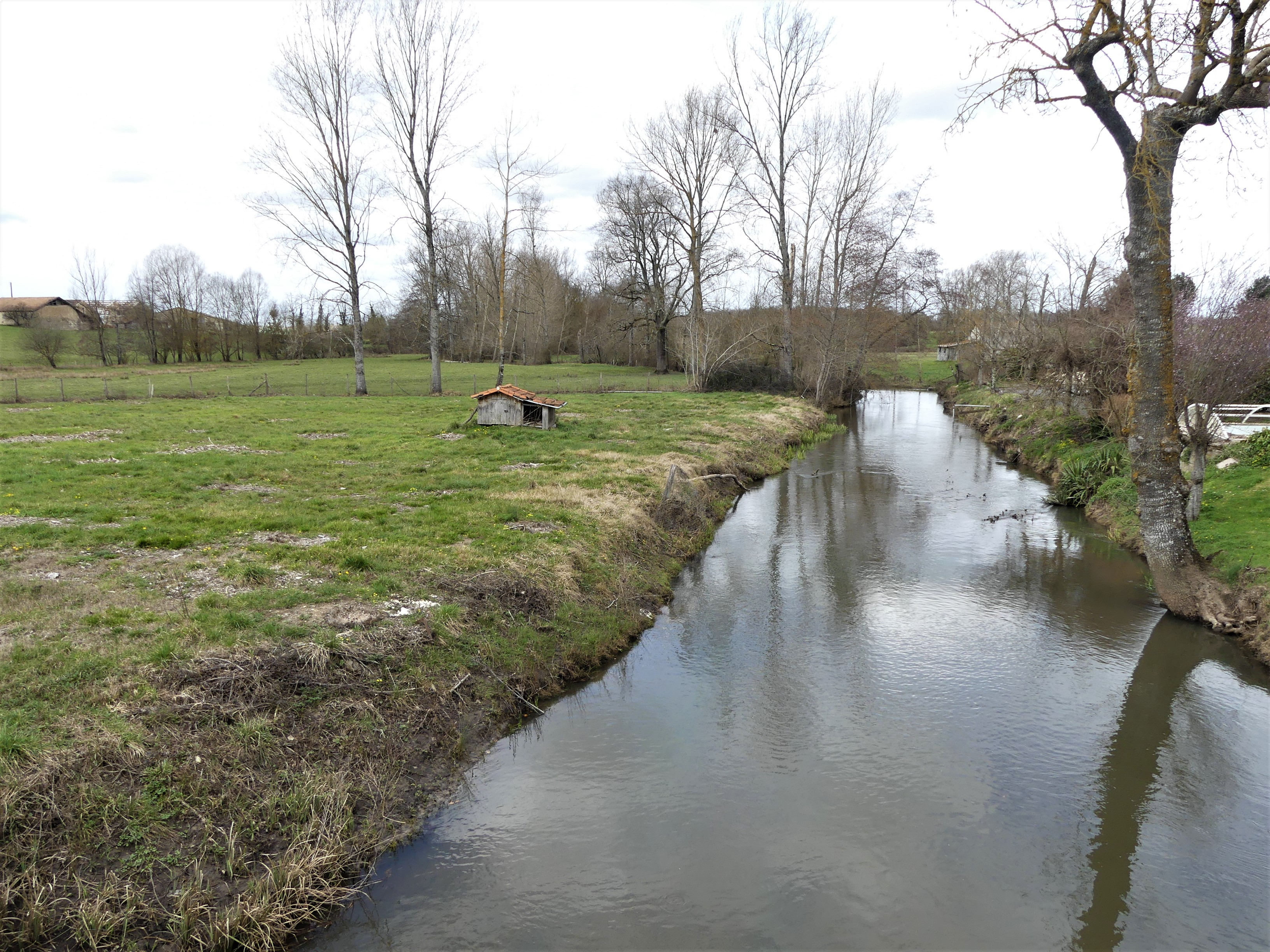
La Rizonne au pont de la RD 5, au lieu-dit le Pont de la Rizonne, entre Saint Aulaye-Puymangou, à gauche et Saint Privat en Périgord.
Réseaux hydrographique et routier de Saint Privat en Périgord.

#### Gestion et qualité des eaux
Le territoire communal est couvert par le schéma d'aménagement et de gestion des eaux (SAGE) « Isle - Dronne ». Ce document de planification, dont le territoire regroupe les bassins versants de l'Isle et de la Dronne, d'une superficie de 7 500 km2, a été approuvé le 2 août 2021. La structure porteuse de l'élaboration et de la mise en œuvre est l'établissement public territorial de bassin de la Dordogne (EPIDOR). Il définit sur son territoire les objectifs généraux d’utilisation, de mise en valeur et de protection quantitative et qualitative des ressources en eau superficielle et souterraine, en respect des objectifs de qualité définis dans le troisième SDAGE  du Bassin Adour-Garonne qui couvre la période 2022-2027, approuvé le 10 mars 2022.
La qualité des eaux de baignade et des cours d’eau peut être consultée sur un site dédié géré par les agences de l’eau et l’Agence française pour la biodiversité.

### Climat
Pour des articles plus généraux, voir Climat de la Nouvelle-Aquitaine et Climat de la Dordogne.
Historiquement, la commune est exposée à un climat océanique aquitain.  
En 2020, Météo-France publie une typologie des climats de la France métropolitaine dans laquelle la commune est dans une zone de transition entre le climat océanique et le climat océanique altéré et est dans la région climatique  Aquitaine, Gascogne, caractérisée par une pluviométrie abondante au printemps, modérée en automne, un faible ensoleillement au printemps, un été chaud (19,5 °C), des vents faibles, des brouillards fréquents en automne et en hiver et des orages fréquents en été (15 à 20 jours).
Pour la période 1971-2000, la température annuelle moyenne est de 12,9 °C, avec  une amplitude thermique annuelle de 15,1 °C. Le cumul annuel moyen de précipitations est de 885 mm, avec 11,8 jours de précipitations en janvier et 6,9 jours en juillet. Pour la période 1991-2020, la température moyenne annuelle observée sur la station météorologique la plus proche, située sur la commune de Saint Aulaye-Puymangou à 7 km à vol d'oiseau, est de 13,0 °C et le cumul annuel moyen de précipitations est de 854,8 mm,. Pour l'avenir, les paramètres climatiques de la commune estimés pour 2050 selon différents scénarios d’émission de gaz à effet de serre sont consultables sur un site dédié publié par Météo-France en novembre 2022.

## Urbanisme

### Typologie
Au 1er janvier 2024, Saint Privat en Périgord est catégorisée commune rurale à habitat très dispersé, selon la nouvelle grille communale de densité à 7 niveaux définie par l'Insee en 2022.
Elle est située hors unité urbaine et hors attraction des villes,.

### Villages, hameaux et lieux-dits
Outre les bourgs de Festalemps, Saint-Antoine-Cumond et Saint-Privat-des-Prés proprement dits, le territoire se compose d'autres villages ou hameaux, ainsi que de lieux-dits détaillés sur cet article, sur celui-ci et sur celui-là.

### Prévention des risques
Le territoire de la commune de Saint Privat en Périgord est vulnérable à différents aléas naturels : météorologiques (tempête, orage, neige, grand froid, canicule ou sécheresse), inondations, feux de forêts, mouvements de terrains et séisme (sismicité faible). Un site publié par le BRGM permet d'évaluer simplement et rapidement les risques d'un bien localisé soit par son adresse soit par le numéro de sa parcelle.
Certaines parties du territoire communal sont susceptibles d’être affectées par le risque d’inondation par débordement de cours d'eau, notamment la Dronne et la Rizonne. La commune a été reconnue en état de catastrophe naturelle au titre des dommages causés par les inondations et coulées de boue survenues en 1982, 1983, 1992, 1999 et 2014,.
Saint Privat en Périgord est exposée au risque de feu de forêt. L’arrêté préfectoral du 14 mars 2013 fixe les conditions de pratique des incinérations et de brûlage dans un objectif de réduire le risque de départs d’incendie. À ce titre, des périodes sont déterminées : interdiction totale du 15 février au 15 mai et du 15 juin au 15 octobre, utilisation réglementée du 16 mai au 14 juin et du 16 octobre au 14 février. En septembre 2020, un plan inter-départemental de protection des forêts contre les incendies (PidPFCI) a été adopté pour la période 2019-2029,.

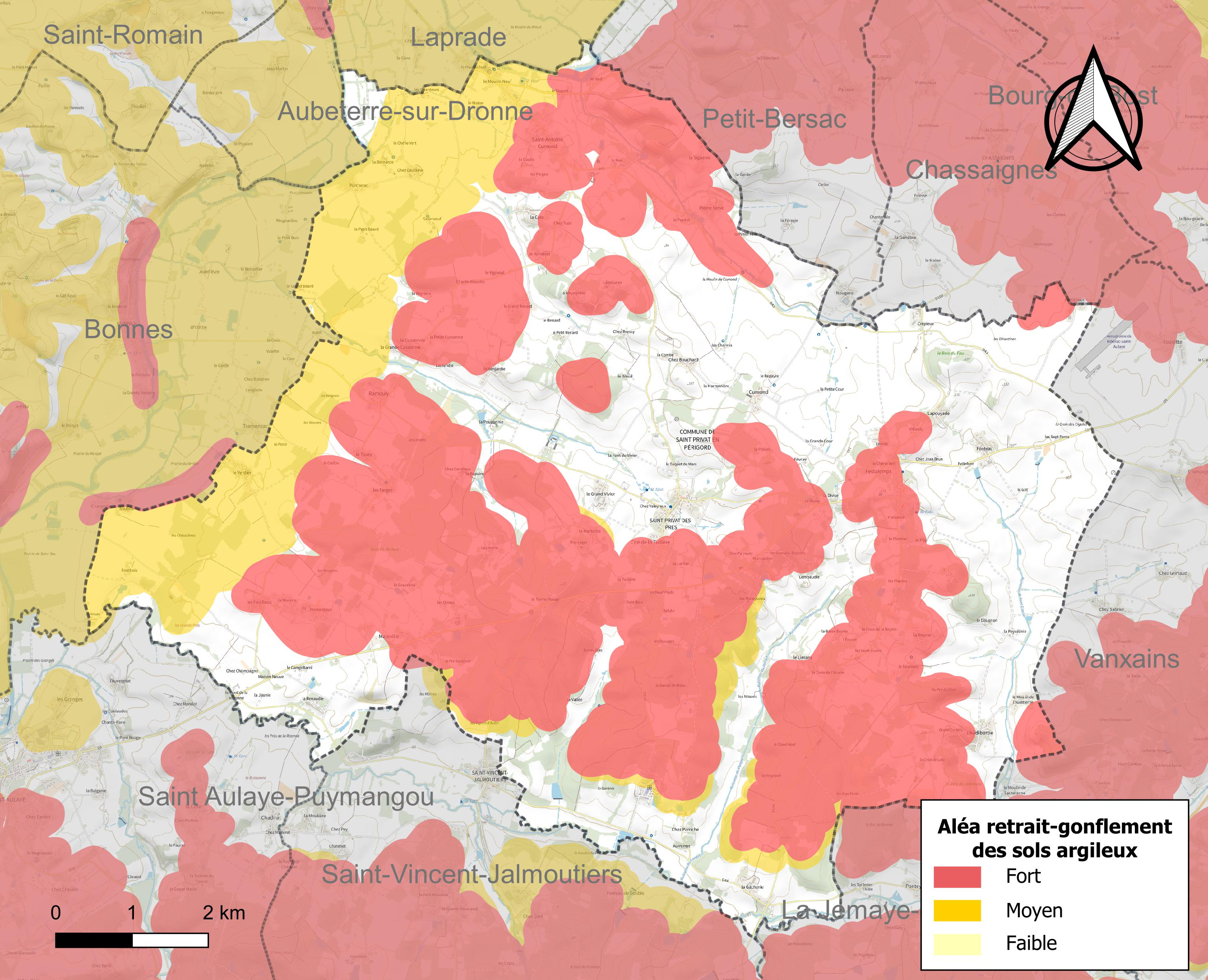
Carte des zones d'aléa retrait-gonflement des sols argileux de Saint Privat en Périgord.

Les mouvements de terrains susceptibles de se produire sur la commune sont des tassements différentiels. Le retrait-gonflement des sols argileux est susceptible d'engendrer des dommages importants aux bâtiments en cas d’alternance de périodes de sécheresse et de pluie. 59 % de la superficie communale est en aléa moyen ou fort (58,6 % au niveau départemental et 48,5 % au niveau national métropolitain). Depuis le 1er octobre 2020, en application de la loi ÉLAN, différentes contraintes s'imposent aux vendeurs, maîtres d'ouvrages ou constructeurs de biens situés dans une zone classée en aléa moyen ou fort,.
La commune a été reconnue en état de catastrophe naturelle au titre des dommages causés par la sécheresse en 1989, 1992, 1995, 2003 et 2011 et par des mouvements de terrain en 1999.

## Toponymie
Créée au 1er janvier 2017, la commune porte le nom de « Saint Privat en Périgord », sans trait d'union entre les mots, comme le confirme le Code officiel géographique.
Son nom correspond à celui de l'ancienne commune de Saint-Privat-des-Prés mentionnée en l'an 1180 sous la forme Sanctus Privatus, qui se réfère à saint Privat, évêque de Mende au IIIe siècle. La seconde partie du nom, le Périgord, est celui de l'ancienne province (et ancien comté) dont le nom est souvent accolé à celui du département de la Dordogne souvent pour des raisons touristiques.

## Histoire
Saint Privat en Périgord est une commune nouvelle créée le 26 septembre 2016 pour une prise d'effet au 1er janvier 2017.

## Politique et administration

### Rattachements administratifs et électoraux
La commune de Saint Privat en Périgord dépend de l'arrondissement de Périgueux.
Sur le plan électoral, elle dépend du canton de Montpon-Ménestérol et de la 3e circonscription législative.

### Intercommunalité
À sa création en 2017, elle fait partie de la communauté de communes du Pays de Saint-Aulaye.

### Administration municipale
Pendant une période courant jusqu'au prochain renouvellement des conseils municipaux (prévu en 2020), le conseil municipal de la nouvelle commune est constitué de l'ensemble des conseillers municipaux des anciennes communes (quinze pour Saint-Privat-des-Prés, et onze pour chacune des deux autres ex-communes, soit un total de trente-sept). Le maire de la nouvelle commune est élu début 2017. Les maires des anciennes communes deviennent maires délégués de celles-ci.
La population de la commune étant comprise entre 500 et 1 499 habitants au recensement de 2017, quinze conseillers municipaux auraient dû être élus en 2020. Cependant, s'agissant du premier renouvellement du conseil municipal d'une commune nouvelle, le nombre de conseillers élus est celui de la strate supérieure, soit dix-neuf.

### Communes fondatrices
| Nom                           | Code Insee | Intercommunalité           | Superficie (km2) | Population (dernière pop. légale) | Densité (hab./km2) |
| ----------------------------- | ---------- | -------------------------- | ---------------- | --------------------------------- | ------------------ |
| Saint-Privat-des-Prés (siège) | 24490      | CC du Pays de Saint Aulaye | 19,63            | 530 (2016)                        | 27                 |
| Festalemps                    | 24178      | CC du Pays de Saint Aulaye | 12,27            | 249 (2016)                        | 20                 |
| Saint-Antoine-Cumond          | 24368      | CC du Pays de Saint Aulaye | 12,14            | 357 (2016)                        | 29                 |

### Liste des maires
| Période                           | Période  | Identité              | Étiquette | Qualité                                                                       |
| --------------------------------- | -------- | --------------------- | --------- | ----------------------------------------------------------------------------- |
| janvier 2017 (réélue en mai 2020) | En cours | Pascale Roussie-Nadal | SE        | Fonctionnaire de collectivité territoriale, ex-maire de Saint-Privat-des-Prés |

### Politique environnementale
Dans son palmarès 2024, le Conseil national de villes et villages fleuris de France a attribué une fleur à la commune.

## Équipements et services publics

### Justice
En 2023, dans le domaine judiciaire, Saint Privat en Périgord relève : 
- du tribunal judiciaire, du tribunal pour enfants, du conseil de prud'hommes et du tribunal de commerce de Périgueux ;
- du pôle Nationalité du tribunal judiciaire de Périgueux (compétent uniquement dans le domaine de la nationalité) ;
- de la cour d'appel, du tribunal administratif et de la  cour administrative d'appel de Bordeaux.

## Population et société

### Démographie
L'évolution du nombre d'habitants est connue à travers les recensements de la population effectués dans la commune depuis sa création.

En 2022, la commune comptait 1 127 habitants.
| 2017  | 2018  | 2019  | 2020  | 2022  |
| ----- | ----- | ----- | ----- | ----- |
| 1 121 | 1 114 | 1 115 | 1 116 | 1 127 |

### Manifestations culturelles et festivités
- Fête annuelle à Festalemps début août[54].

## Économie

### Emploi
En 2016, sur le territoire correspondant à Saint Privat en Périgord dans sa configuration de 2017, parmi la population communale comprise entre 15 et 64 ans, les actifs représentaient 417 personnes, soit 36,7 % de la population municipale. Il y avait 62 chômeurs, soit un taux de chômage de cette population active de 14,9 %.

### Établissements
Au 31 décembre 2015, sur ce même territoire, il y avait 139 établissements, dont 60 au niveau des commerces, transports ou services, 36 dans l'agriculture, la sylviculture ou la pêche, 21 dans la construction, 12 relatifs au secteur administratif, à l'enseignement, à la santé ou à l'action sociale, et 10 dans l'industrie.

### Entreprises
Dans le secteur industriel, parmi les entreprises dont le siège social est en Dordogne, la société « Allsun » (travaux d'installation d'équipements thermiques et de climatisation) implantée à Saint Privat en Périgord se classe en 37e position quant au chiffre d'affaires hors taxes en 2015-2016, avec 6 836 k€.

## Culture locale et patrimoine
Il convient de se reporter aux articles consacrés aux anciennes communes fusionnées.

## Pour approfondir